# Royal Clipper
Die Royal Clipper ist ein fünfmastiges Segel-Kreuzfahrtschiff in Volltakelung, gebaut nach dem Vorbild der Preußen (1902–1910). Im Jahr 2000 wurde es in Monaco von Königin Silvia von Schweden getauft.
Das Schiff der monegassischen Reederei Star Clippers ist zurzeit das drittlängste Segelschiff weltweit (nach der Golden Horizon und der SY A) und hat eine Kapazität für 227 Passagiere.
Die Royal Clipper fährt unter der Flagge Maltas. Die Bordsprachen sind Deutsch, Englisch und Französisch.

## Geschichte
Im Jahr 1990 begannen bei der Danziger Werft die Bauarbeiten für ein segelunterstütztes Kreuzfahrtschiff des polnischen Bergarbeiterverbandes namens Gwarek, das mit mechanisch verstellbaren Flächensegeln à 600 m² (Dyna-Rigg) an drei Masten ausgerüstet werden sollte. Allerdings sorgten finanzielle Probleme dafür, dass der Bau nach weitgehender Fertigstellung der Rumpfes eingestellt wurde. Der schwedische Reeder Mikael Krafft, Eigner des auf Segelkreuzfahrten spezialisierten Unternehmens Star Clippers, wurde auf den Schiffstorso im Zusammenhang mit seinem lange gehegten Plan aufmerksam, den deutschen Fünfmaster Preußen als Kreuzfahrtschiff nachzubauen. Er kaufte den Rumpf und ließ ihn 1999 nach Plänen des polnischen Segelschiffkonstrukteurs Zygmunt Choreń weitgehend vorbildgemäß um- und aufbauen. Dazu wurde das Schiff mit einem klassischen Klipperbug mit 11 m langem Bugspriet und einem an das negativ geneigte Spiegelheck angesetzten 24 m ausladenden Seglerheck versehen. Die Fertigstellung des Seglers erfolgte in den Niederlanden bei der Werft Merwede Shipyard.
Im Vergleich mit ihrem Vorbild Preußen zeigt sich, dass die Royal Clipper etwa gleich breit, jedoch rund 10 % kürzer ist, wobei auch die Masten deutlich kürzer sind und etwa 30 % weniger Segelfläche tragen. Dies alles trägt dazu bei, dass die Royal Clipper nicht annähernd an die Geschwindigkeiten der Preußen (über 20 Knoten) herankommen kann.

## Schiffseinrichtung

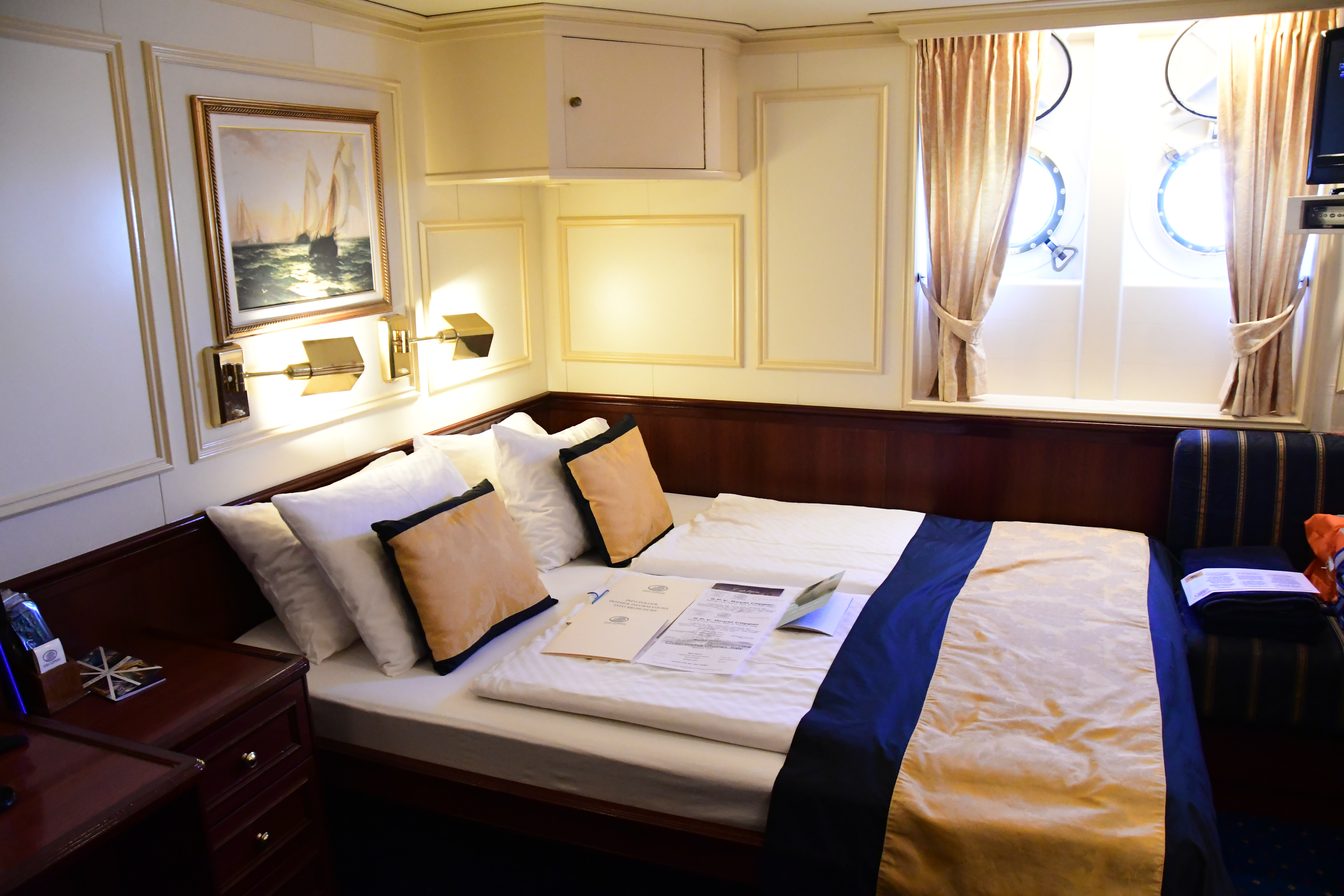
Eine Außenkabine mit Bullaugen auf dem Clipper-Deck

Das Schiff ist mit modernen Navigationssystemen ausgerüstet und besitzt als Besonderheit der Besegelung motorisch in die Hohlrahen einziehbare Segel, die von Deck aus gesetzt und geborgen werden können. Die Passagiere haben in 114 Kabinen verschiedener Kategorien Platz, die entweder über Balkone, Bullaugen oder als Innenkabine über kein Tageslicht verfügen. Das Schiff verfügt über ein Restaurant, mehrere Bars, drei Pools, von denen einer einen als Kuppel des Atriums dienenden Glasboden besitzt, zwei Lounges, eine Bibliothek sowie eine Unterwasserlounge mit Fitness- und Spa-Bereich.
Als weitere Besonderheit besitzt das Schiff am Heck eine Klappe (Hecktor), die als künstliches Ufer gedacht ist, um das Baden im Meer zu ermöglichen.

## Rigg
Im Unterschied zu ihrem historischen Vorbild weist die Royal Clipper lediglich am Groß- und Mittelmast ein Standardrigg (bestehend aus sechs Segeln) auf; Fock- und Achtermast sind deutlich kleiner und führen ein Jubiläumsrigg, und der Besanmast hat nur vier Rahsegel. Ein weiterer Unterschied zum Vorbild ist das fehlende Kreuz-Royalstagsegel. Insgesamt hat die Royal Clipper also vier Rahsegel sowie ein Schratsegel weniger als die Preußen. Damit kommt das Schiff auf insgesamt 42 Segel, davon 26 Rah- und 16 Schratsegel (zum Vergleich: Die Preußen hatte 30 Rah- und 17 Schratsegel). Mit den genannten Unterschieden verfügt die Royal Clipper über eine knapp 800 m2 geringere Segelfläche als die schnellere Preußen (wobei die Preußen die größte jemals realisierte Segelfläche fuhr). Das Rigg wurde ebenfalls von Zygmunt Choreń entworfen.
Die Segel können von Deck aus gesetzt und geborgen werden, wobei sie in den Hohlrahen verstaut werden.
Die Mastenfolge wird von der Reederei offiziell in drei Sprachen angegeben:
| Sprache     | 1. Mast        | 2. Mast         | 3. Mast           | 4. Mast           | 5. Mast       |
| ----------- | -------------- | --------------- | ----------------- | ----------------- | ------------- |
| Französisch | mat de misaine | grand mât avant | grand mât central | grand mât arriere | mât d‘artimon |
| Englisch    | fore-mast      | main-mast       | middle-mast       | mizzen-mast       | jigger-mast   |
| Deutsch     | Fockmast       | Großmast        | Mittelmast        | Laeisz-Mast       | Besanmast     |

## Besonderheiten
Abweichend vom Vorbild, das am Vorsteven lediglich eine ornamentartige Verzierung, eine sogenannte Krulle, aufwies, besitzt die Royal Clipper eine Galionsfigur. Sie wurde von dem deutschen Künstlerehepaar Birgit und Claus Hartmann gefertigt und soll die Tochter des Reeders Mikael Krafft darstellen.

Die Royal Clipper war eines von drei Schiffen, die als Drehort für die ARD-Filmreihe Unter weißen Segeln dienten. Auch die beiden anderen Schiffe aus der Serie, Star Clipper und Star Flyer, gehören der Reederei Star Clippers.

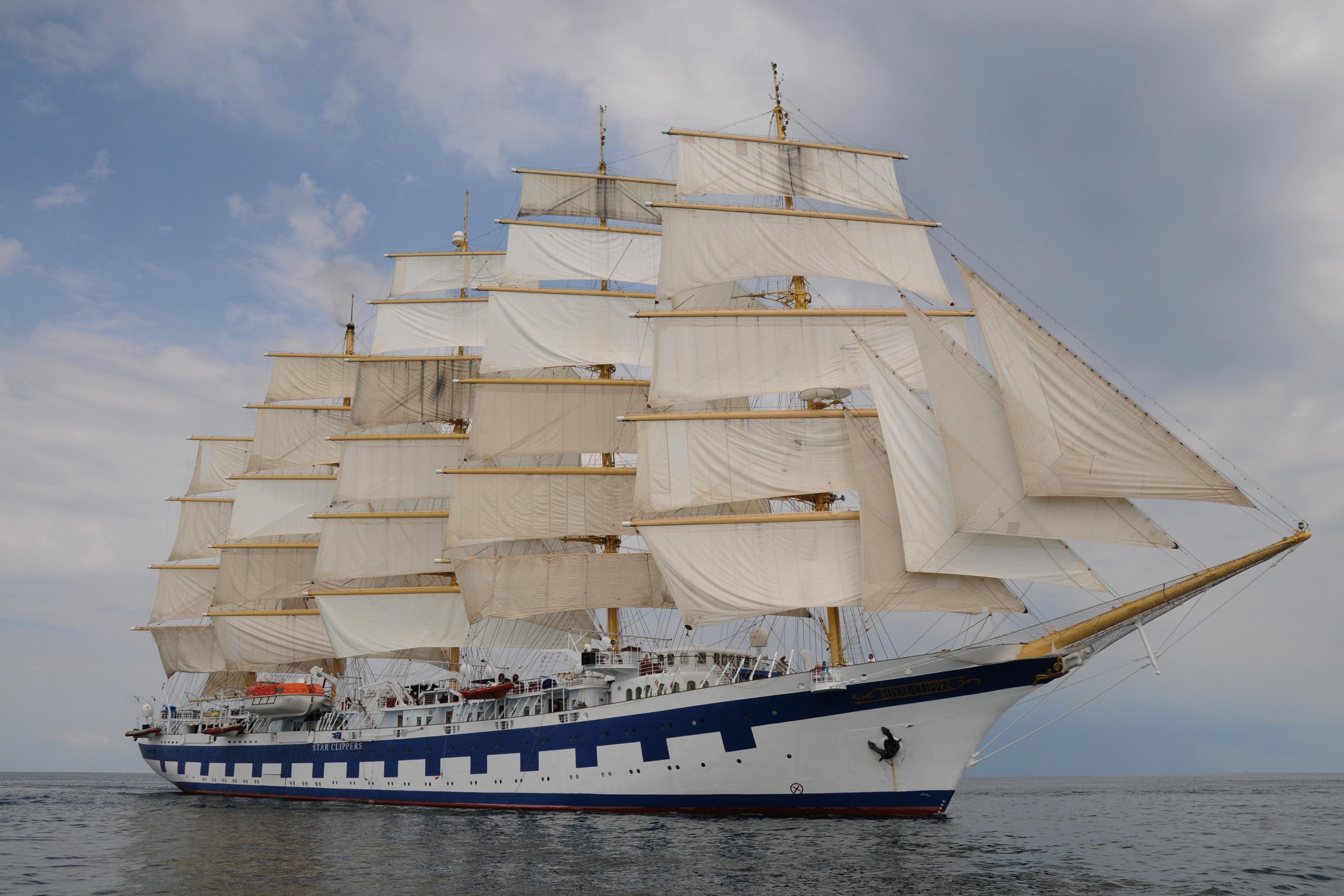
Royal Clipper
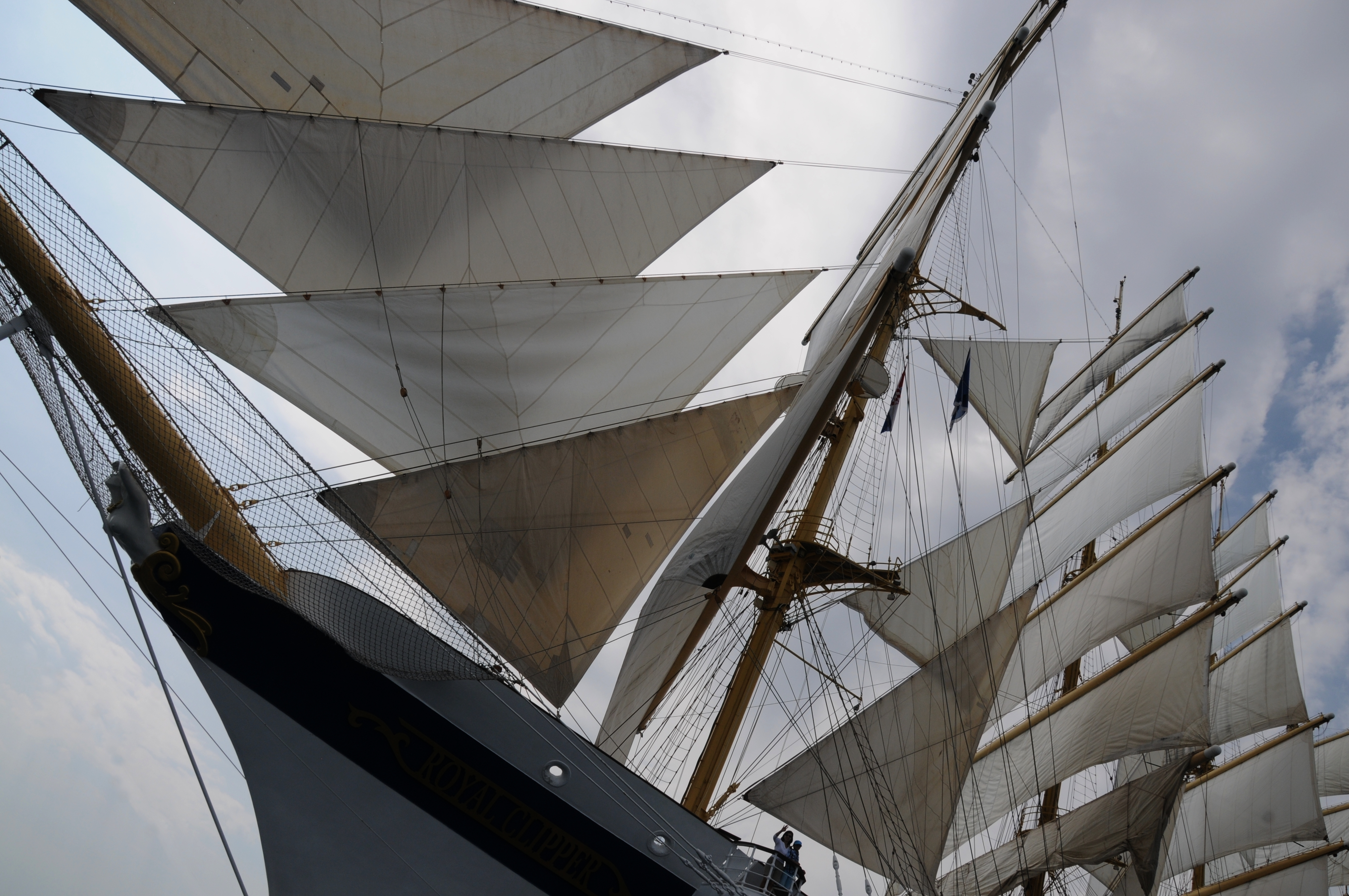
Bug
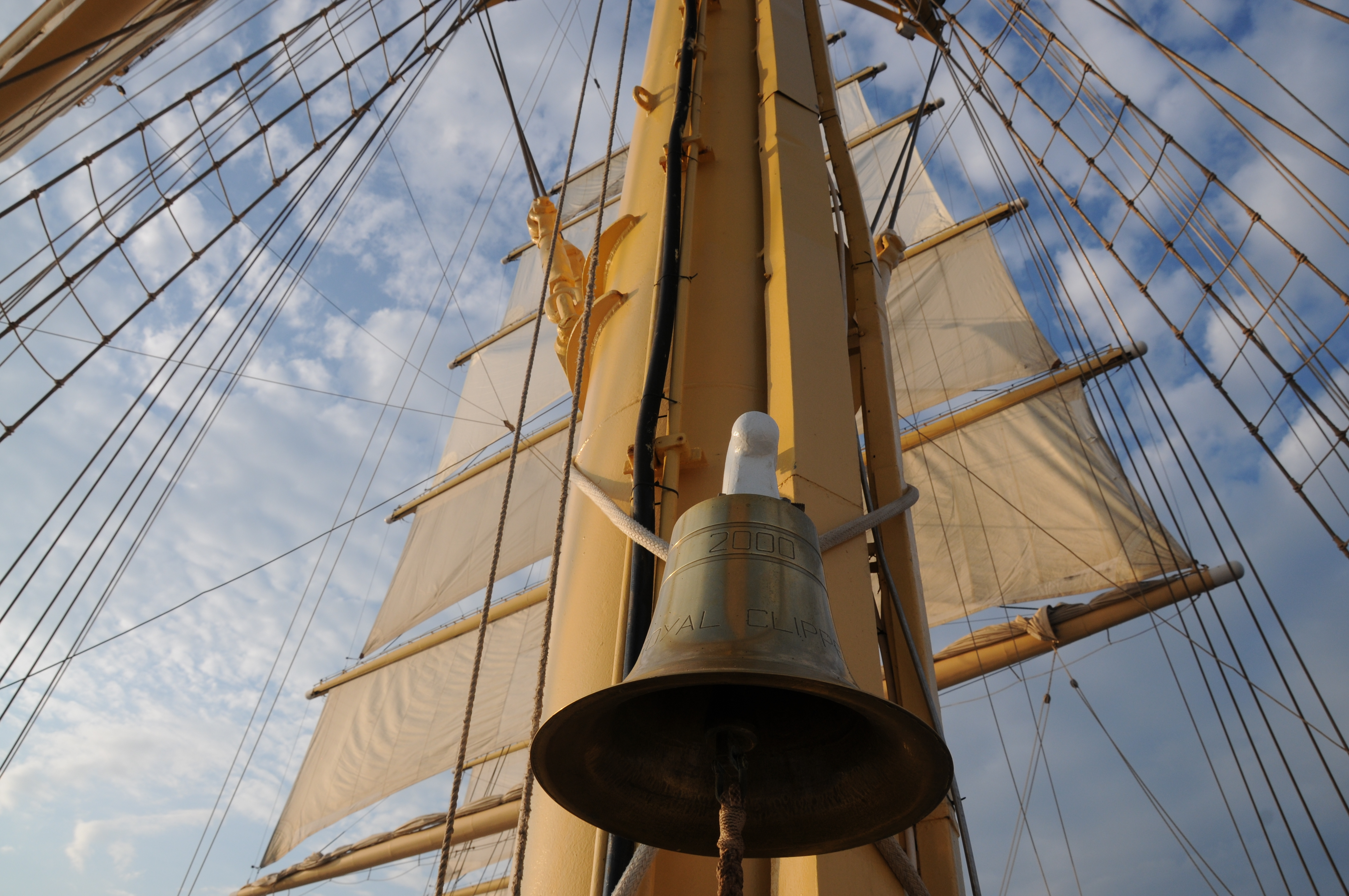
Glocke
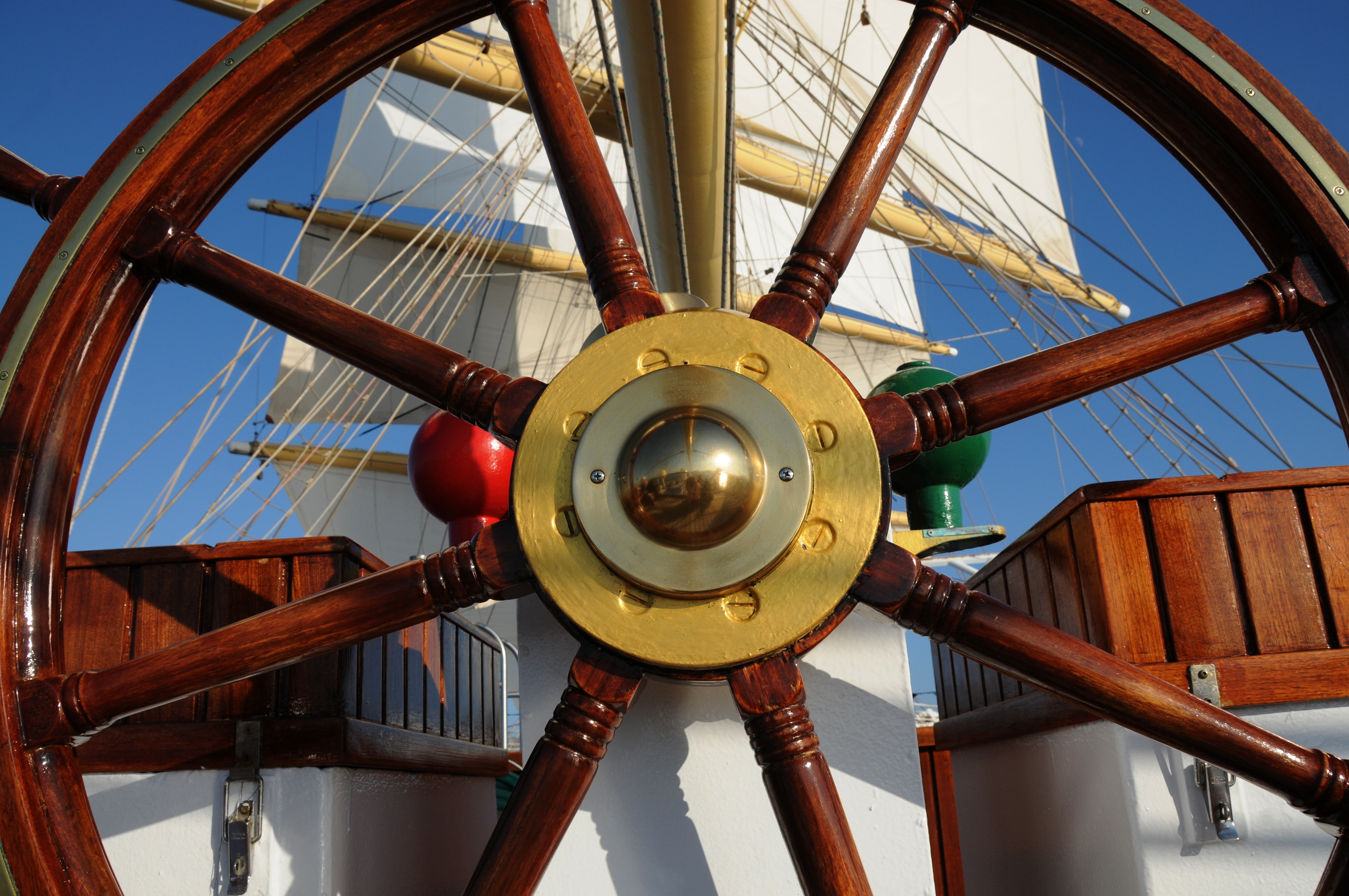
Schiffssteuerrad
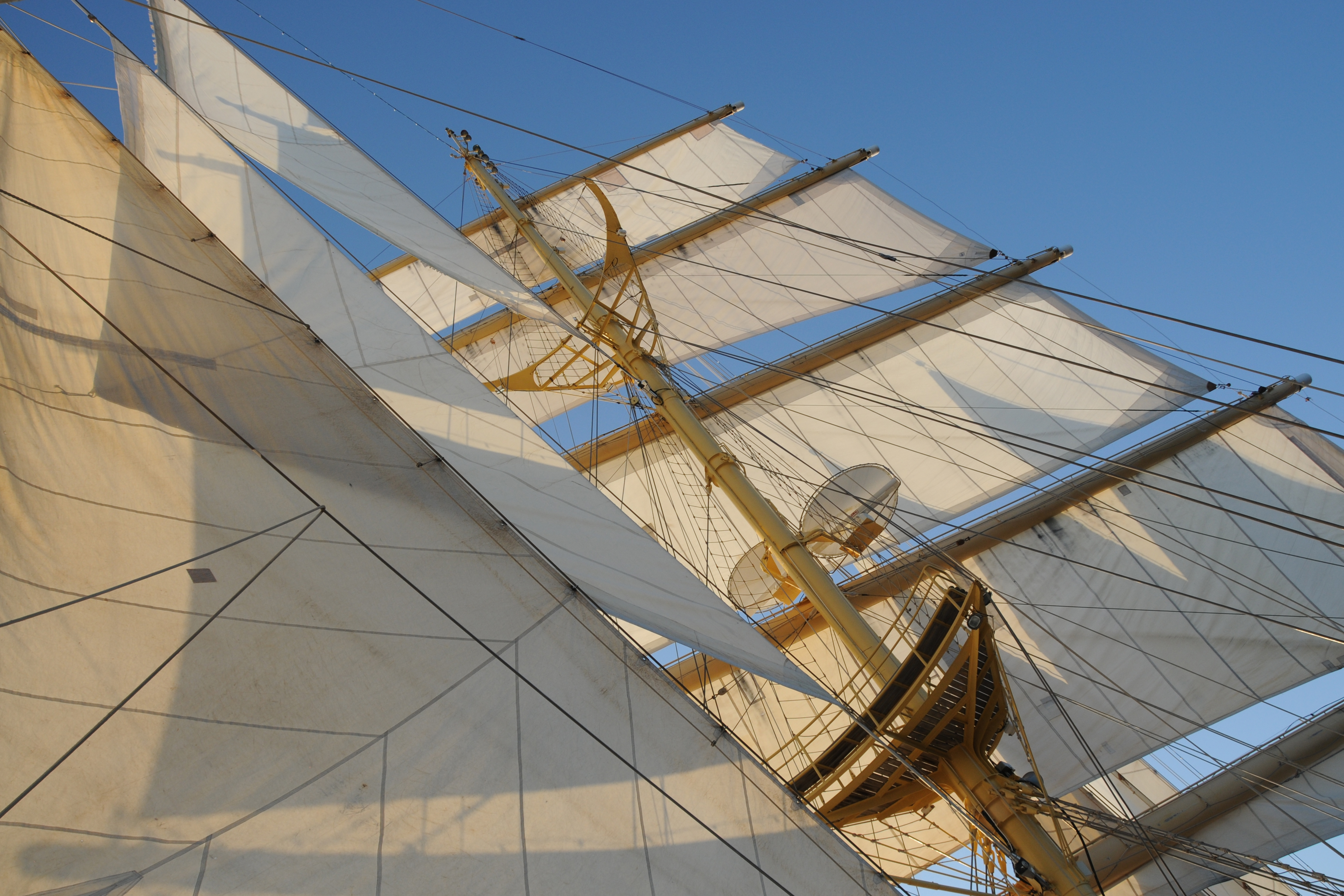
Segelwerk
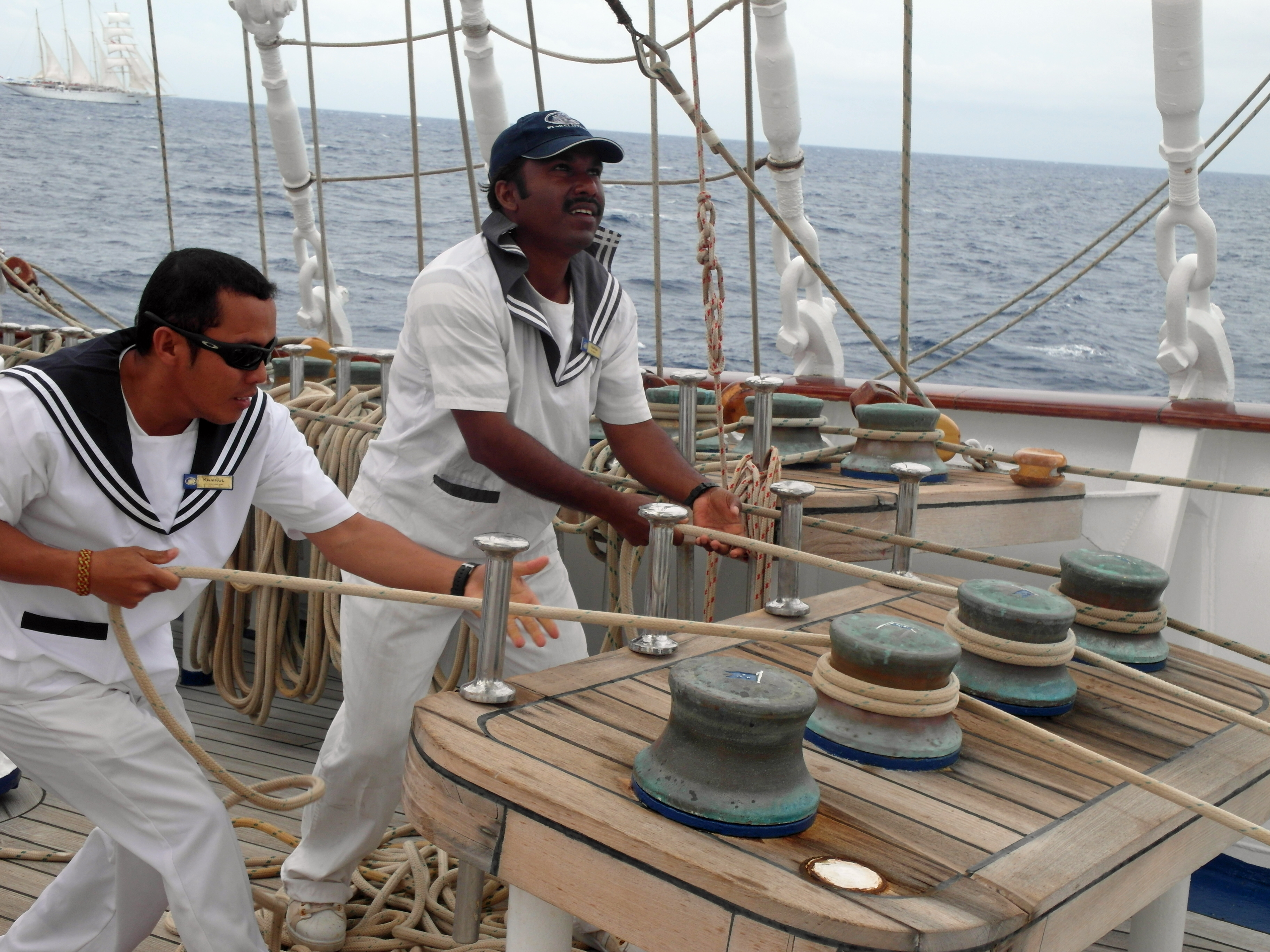
Segelmanöver